# Condado de Woods
O Condado de Woods é um dos 77 condados do estado americano do Oklahoma. A sede do condado é Alva, que é também a sua maior cidade.
O condado tem uma área de 3341 km² (dos quais 9 km² estão cobertos por água), uma população estimada de 8793 habitantes em 2019, e uma densidade populacional de menos que 3 hab/km². O condado foi fundado em 1893 e recebeu o seu nome em homenagem a Samuel Newitt Wood (1883-1949), um conhecido político populista do Kansas.

## Condados adjacentes
- Condado de Comanche, Kansas (norte)
- Condado de Barber, Kansas (nordeste)
- Condado de Alfalfa (leste)
- Condado de Major (sul)
- Condado de Woodward (sudoeste)
- Condado de Harper (oeste)

## Cidade e vilas
- Alva
- Avard
- Capron
- Dacoma
- Freedom
- Waynoka